# Jill Kintner
Jill Kintner (* 24. Oktober 1981 in Burien) ist eine US-amerikanische Radrennfahrerin, die zu Beginn ihrer Karriere im BMX Racing aktiv war und jetzt im Mountainbikesport aktiv ist. Sie gilt als eine der vielseitigsten Fahrerinnen im Gravity-Bereich.

## Werdegang
Ihre Karriere begann Kintner auf dem BMX durch ihren Vater, der Besitzer einer BMX-Rennstrecke war. Sie wurde mehrfache US-amerikanische Meisterin der American Bicycle Association (ABA) im Nachwuchsbereich. 1997 gewann sie die U16 Girl World Challenge der UCI, 1998 wurde sie Junioren-Weltmeisterin im BMX-Race. Auch in der Elite gewann sie mehrere Titel der American Bicycle Association (ABA) und der National Bicycle League (NBL). 
Nach einigen Wettkämpfen in den Jahren 2002 und 2003 wechselte Kintner zur Saison zum Mountainbikesport, ihre Hauptdisziplin war zunächst der Four Cross. Bereits 2004 gewann sie ihre erste Medaille bei den UCI-Mountainbike-Weltmeisterschaften, in den Folgejahren wurde sie zur weltbesten Four-Cross-Fahrerin mit drei Weltmeistertiteln, 15 Weltcuperfolgen und dem zweimaligen Gewinn der Weltcup-Gesamtwertung. 
Im vorolympischen Jahr 2007 wurde Kintner angesprochen, mit Blick auf die Olympischen Sommerspiele 2008 zum  BMX-Race zurückzukehren. Nach mehreren Erfolgen bei BMX-Rennen wurde sie in das US-amerikanische BMX-Team für die Olympischen Spiele berufen und konzentrierte sich in der Saison 2008 komplett auf den BMX. Durch einen sechsten Platz bei den UCI-BMX-Weltmeisterschaften qualifizierte sie sich für die Olympischen Sommerspiele in Peking und gewann dort die Bronzemedaille.
2009 kehrte sie zum Four Cross zurück und gewann noch einmal zwei Weltcup-Rennen und die Silbermedaille bei den Weltmeisterschaften im Four Cross. In der Saison 2010 wechselte Kintner zum Downhill und wurde erstmals nationale Meisterin. Von 2011 bis 2014 startete sie regelmäßig im Downhill-Weltcup, ihre besten Platzierungen waren der 3. Platz beim Rennen in Pietermaritzburg sowie der 7. Platz in der Gesamtwertung jeweils im Jahr 2014. Bei den Weltmeisterschaften 2013 wurde sie Vierte, 2015 Fünfte.  
Neben den Rennen der UCI nahm Kintner regelmäßig an Rennen der Sea Otter Classic und des Crankworx-Festivals in Whistler teil. Insgesamt gewann sie bisher 20 bzw. 43 Wettbewerbe in den unterschiedlichsten Gravity-Disziplinen. Seit Einführung der Crankworx World Tour im Jahr 2015 konzentrierte sie sich auf die Tour und gewann fünfmal den Titel Queen of Crankworx.  
In der Saison 2019 machte Kintner einen Abstecher in die Enduro World Series und belegte beim Rennen in Tasmanien den zweiten Platz.

## Erfolge

### BMX
2008
 Olympische Spiele – BMX Race

### Mountainbike
| 2003 - Weltmeisterschaften – 4X 2004 - Weltmeisterschaften – 4X - ein Weltcup-Erfolg – 4X 2005 - Weltmeisterin – 4X - sechs Weltcup-Erfolge – 4X - Gesamtwertung UCI-MTB-Weltcup – 4X 2006 - Weltmeisterin – 4X - drei Weltcup-Erfolge – 4X - Gesamtwertung UCI-MTB-Weltcup – 4X 2007 - Weltmeisterin – 4X - zwei Weltcup-Erfolge – 4X | 2009 - Weltmeisterschaften – 4X - zwei Weltcup-Erfolge – 4X 2010 - US-Meisterin – Downhill 2011 - US-Meisterin – Downhill 2013 - US-Meisterin – Downhill 2014 - US-Meisterin – Downhill 2015 - US-Meisterin – Downhill - Queen of Crankworx | 2016 - US-Meisterin – Downhill - Queen of Crankworx 2017 - US-Meisterin – Downhill - Queen of Crankworx 2018 - Queen of Crankworx 2019 - US-Meisterin – Downhill 2020 - Queen of Crankworx |